# Улица Трокшню
Улица Тро́кшню (латыш. Trokšņu iela, Шумная улица) — улица в Риге, в историческом районе Старый город. Расположена между улицами Смилшу и Екаба. Длина улицы — 159 метров.

## История
Как часть улицы Трауксмес, проходившей вдоль крепостных стен Риги вокруг всего города, существует с XIII века. Постепенно крепостные стены Риги были разобраны, освободившиеся территории стали застраиваться и улица Трауксмес распалась на несколько отдельных участков.
С 1846 года улица стала называться Лиела Трокшню (Большая Шумная), с 1921 года — Трокшню.

## Достопримечательности
- д. 10 — старинные амбары.
- На улицу выходят Шведские ворота.

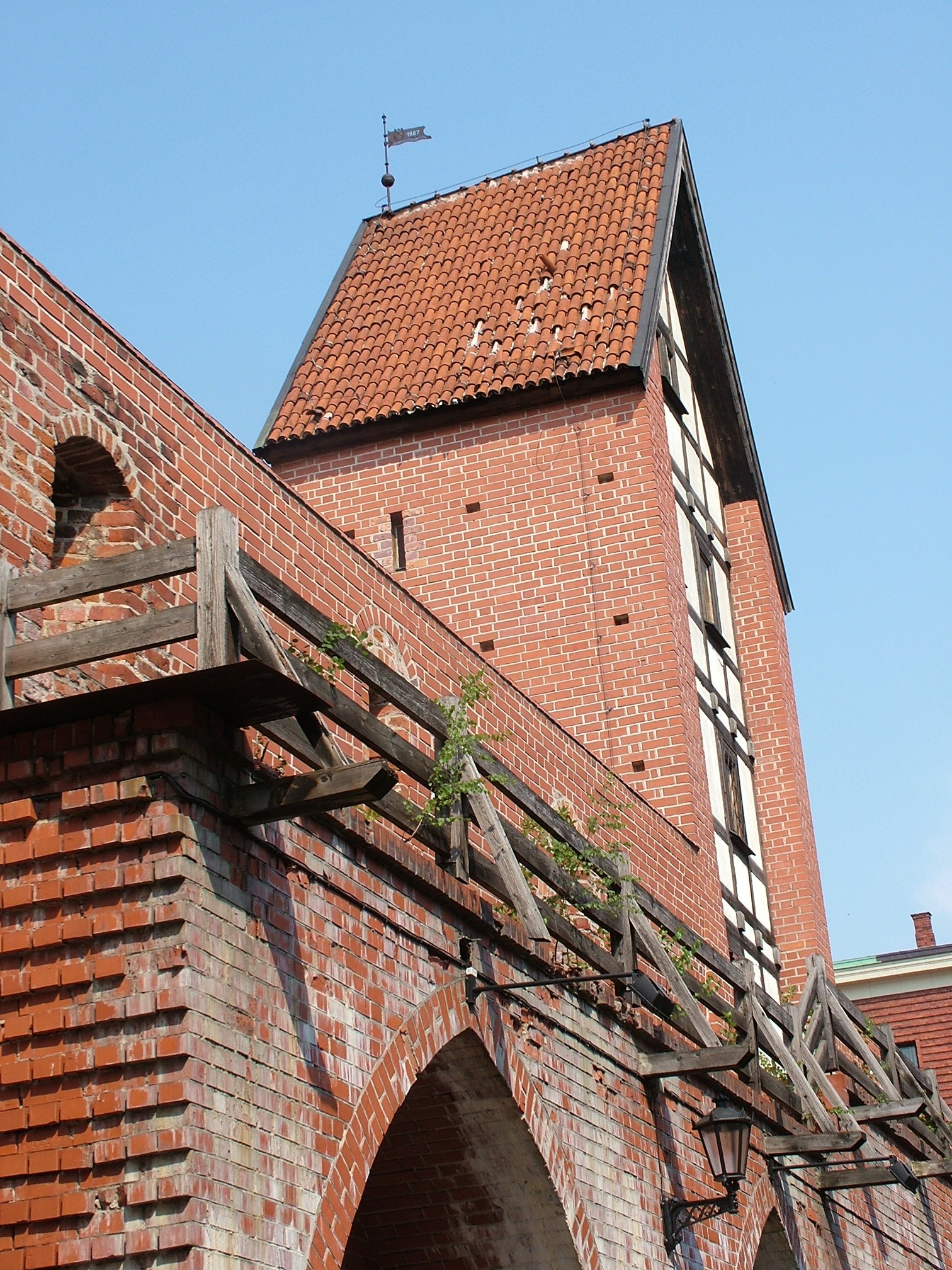
фрагмент городской стены и башня Рамера

- Сохранился фрагмент городской стены и башня Рамера.